# 埃琳·布尔默
埃琳·布尔默（英語：Eryn Bulmer，1976年8月1日—），加拿大女子跳水运动员。她曾代表加拿大参加1999年泛美运动会跳水比赛，获得一枚金牌。她也曾参加1996年和2000年夏季奥运会。